# Dick Lee
Dick Lee, né Richard Lee à Singapour le 24 août 1956, est un auteur-compositeur-interprète. En 1974, à l'âge de dix-sept ans, il a sorti son premier album Life Story.
La recherche sur son identité lui permet de développer son talent musical. Il aime le singlish, dialecte singapourien basé sur l'anglais, et il compose ses chansons de singlish. Son activité joue un rôle primordial pour développer la musique qui s’enracine dans la culture d’Asie du Sud-Est.

## Albums
- Life Story, 1994
- Mad Chinaman, 1989
- Asiamajor, 1990
- Orientalism,1991

## Distinction
- Prix de la culture asiatique de Fukuoka en 2003